# Théâtre national croate de Varaždin
Pour les articles homonymes, voir HNK.
Le Théâtre National Croate de Varaždin (en croate Hrvatsko  narodno kazalište u Varaždinu), communément appelé HNK Varaždin, est un théâtre situé à Varaždin en Croatie.

## Histoire
L'histoire du théâtre à Varaždin remonte à 1637, avec les représentations de l'école jésuite organisées au lycée local. Ces productions étaient principalement en langues latine et allemande. Entre 1788 et 1873, 30 représentations théâtrales ont été organisées à Varaždin, se déroulant dans des espaces privés et publics.
Le bâtiment du théâtre, conçu par l'architecte viennois Hermann Helmer, a été achevé en 1873. Le théâtre de Varaždin était le troisième bâtiment théâtral de la Croatie civile. Le premier ensemble de théâtre professionnel croate a été formé en 1898 sous la direction de la Société dramatique croate, dirigée par l'historien Ivan Mičetić. Le Théâtre permanent de la ville a été officiellement créé en 1915, avec à la fois un ensemble de théâtre et un ensemble d'opéra. Cette institution fut active jusqu'en 1925. Entre 1907 et 1942, Varaždin a servi de base secondaire au Théâtre national croate d'Osijek. Le théâtre de la ville a également été utilisé pour marquer des occasions spéciales du gymnasium de la ville plus tard dans l'entre-deux-guerres. Après la Seconde Guerre mondiale, le Théâtre national professionnel « August Cesarec » a été créé en Yougoslavie, avec le soutien des autorités régionales de Slavonie.

## Sources
- (hr) Horvat, « Krešimir Filić – profesor u varaždinskoj Gimnaziji », Papers of the Institute for Scientific Research Work in Varaždin, Croatian Academy of Sciences and Arts,‎ 2012 (ISSN 1848-7890, lire en ligne, consulté le 27 juillet 2024)